# جون أندرسون بالمر
جون أندرسون بالمر (بالإنجليزية: John Anderson Palmer)‏ هو فيلسوف أمريكي، ولد في 22 أبريل 1965.